# MAI KURAKI BEST 151A -LOVE & HOPE-
《Mai Kuraki BEST 151A: LOVE & HOPE》(마이 쿠라키 베스트 이치고이치에이 러브 앤드 호프)는 2014년 11월 12일에 노던 뮤직에서 발매된 쿠라키 마이의 세 번째 베스트 음반이다.

## 개요
데뷔 15주년 기념 베스트 음반이다. “2CD+DVD”의 초회한정반A와 B, “2CD”의 통상반에서의 3종류 형태로 발매됐다.
자켓 사진은 2000년에 발매된 첫 번째 음반 《delicious way》와 같은 머리 모양, 포즈를 재현해서 촬영된 것으로 되어있다. 
이 베스트반은 발라드곡 LOVE와 댄서블한 HOPE로 나눠져서 수록된다. 
음반 제목은 “15주년, 한사람 한사람에게, 고마워요”라는 머리글자를 늘어놓은 것으로 되어있다.  

## 수록곡

### DISC 1 (LOVE)
1. Stay by my side [4:26]
  - 작사: 쿠라키 마이, 작곡: 오노 아이카, 편곡: Cybersound

2번째 싱글.
2. Secret of my heart [4:24]
  - 작사: 쿠라키 마이, 작곡: 오노 아이카, 편곡: Cybersound

3번째 싱글. 요미우리 TV계 애니메이션 《명탐정 코난》 엔딩 테마.
3. 차가운 바다(冷たい海) [4:39]
  - 작사: 쿠라키 마이, 작곡: 오노 아이카, 편곡: Cybersound

7번째 싱글 〈차가운 바다/Start in my life〉 첫 번째곡.
4. Time after time~꽃잎 흩날리는 거리에서~(Time after time〜花舞う街で〜) [4:11]
  - 작사: 쿠라키 마이, 작곡: 오노 아이카, 편곡: 이케다 다이스케, Cybersound

15번째 싱글. 애니메이션 영화 《명탐정 코난: 미궁의 십자로》 주제가.
5. 내일로 이어지는 다리(明日へ架ける橋) [3:58]
  - 작사: 쿠라키 마이, 작곡: 토쿠나가 아키히토, 편곡: 이케다 다이스케, 토쿠나가 아키히토

18번째 싱글. NHK 밤 연속극 《드림: 90일에 1억엔》, 《더 사랑해라 소녀》, 《소방관 코마치》 주제가.
6. 보고 싶어서...(会いたくて...) [4:30]
  - 작사: 쿠라키 마이, 작곡 · 편곡: 토쿠나가 아키히토

6번째 음반 《DIAMOND WAVE》 수록곡. 영화 《오사카 햄릿》 주제가.
7. 하얀 눈(白い雪) [4:47]
  - 작사: 쿠라키 마이, 작곡: 오노 아이카, 편곡: 이케다 다이스케

25번째 싱글. 요미우리 TV계 애니메이션 《명탐정 코난》 엔딩 테마.
8. Tomorrow is the last Time [3:57]
  - 작사: 쿠라키 마이, 작곡: 오노 아이카, 편곡: 하야마 타케시

9번째 음반 《FUTURE KISS》 수록곡. 요미우리 TV계 애니메이션 《명탐정 코난》 엔딩 테마.
9. 한 번 더もう一度) [3:54]
  - 작사: 쿠라키 마이, 작곡 · 편곡: 타지리 히로카즈

36번째 싱글. 도카이 TV 드라마 《안개에 사는 악마》 주제가.
10. 당신이 있으니까(あなたがいるから) [3:04]
  - 작사: 쿠라키 마이, 모치즈키 유에, 작곡: 모치즈키 유에, 편곡: 오노즈카 아키라

배포한정 싱극. 앨범 첫 수록.
11. Your Best Friend [5:50]
  - 작사: 쿠라키 마이, GIORGIO 13, 작곡 · 편곡: GIORGIO CANCEMI

37번째 싱글. 요미우리 TV계 애니메이션 《명탐정 코난》 엔딩 테마.
12. 사랑에 사랑해서(恋に恋して) [4:09]
  - 작사: 쿠라키 마이, GIORGIO 13, 작곡: GIORGIO CANCEMI, 편곡: Cybersound

38번째 싱글 〈사랑에 사랑해서/Special morning day to you〉의 1번째곡. 요미우리 TV계 애니메이션 《명탐정 코난》 엔딩 테마.
13. 덧 없음(儚さ) [6:33]
  - 작사: 쿠라키 마이, 작곡: 후지와라 이쿠로

《Mai Kuraki Symphonic Collection in Moscow》 수록곡의 오리지널 버전. 영화 《화피》 일본어 주제가.
14. 사쿠라 사쿠라…(さくら さくら…) [4:43]
  - 작사: 쿠라키 마이, 작곡: 오노 아이카, 편곡: 하야시 료

39번째 싱글 〈TRY AGAIN〉의 커플링곡.
15. STAND BY YOU [5:21]
  - 작사: 쿠라키 마이, 작곡 · 편곡: 토쿠나가 아키히토

40번째 싱글 〈무적의 하트/STAND BY YOU〉의 2번째곡. 앨범 첫 수록.

### DISC 2 (HOPE)
1. Love, Day After Tomorrow [4:03]
  - 작사: 쿠라키 마이, 작곡: 오노 아이카, 편곡: Cybersound

1번째 싱글.
2. Delicious Way [3:52]
  - 작사: 쿠라키 마이, 작곡: 오노 아이카, 편곡: Cybersound

1번째 음반 《Delicious Way》 수록곡.
3. Reach for the Sky [4:49]
  - 작사: 쿠라키 마이, 작곡: 오노 아이카, 편곡: Cybersound

6번째 싱글. NHK 아침 연속극 소설 《오드리》 테마송.
4. Stand Up (4:39)
  - 작사: 쿠라키 마이, 작곡 · 편곡: 토쿠나가 아키히토

8번째 싱글. 코카콜라 소켄비차 Natural Breeze 2001 happy life CM 송.
5. always (4:07)
  - 작사: 쿠라키 마이, 작곡: 오노 아이카, 편곡: Cybersound

9번째 싱글. 요미우리 TV계 애니메이션 《명탐정 코난》 엔딩 테마. 애니메이션 영화 《명탐정 코난: 천국으로의 카운트다운》 주제가.
6. Feel fine! [4:48]
  - 작사: 쿠라키 마이, 작곡 · 편곡: 토쿠나가 아키히토

12번째 싱글. 시세이도 시 브리즈 CM송.
7. Revive [4:39]
  - 작사: 쿠라키 마이, 작곡: 오노 아이카, 편곡: 미구엘 사 페소아

31번째 싱글 〈PUZZLE／Revive〉의 2번째곡. 요미우리 TV계 애니메이션 《명탐정 코난》 오프닝 테마.
8. 내가, 모르는, 나.(わたしの、しらない、わたし。) [4:03]
  - 작사: 쿠라키 마이, 작곡: 모치즈키 유에, 편곡: 이케다 다이스케, 사토 슌

베스트 음반 《ALL MY BEST》 수록곡. 고세 에스프리끄 프레셔스 CM송.
9. Strong Heart [4:20]
  - 작사: 쿠라키 마이, GIORGIO 13, 작곡 · 편곡: GIORGIO CANCEMI

1번째 DVD 싱글. 간사이 TV 후지 TV계 드라마 《HUNTER: 그 여자들, 현상금 사냥꾼》 주제가.
10. Special morning day to you [4:34]
  - 작사: 쿠라키 마이, 작곡 · 편곡: 토쿠나가 아키히토

38번째 싱글 〈사랑에 사랑해서/Special morning day to you〉의 2번째곡. ICEFIELD CM송. 앨범 첫 수록.
11. TRY AGAIN [4:25]
  - 작사: 쿠라키 마이, 작곡: 토쿠나가 아키히토, 편곡: Cybersound

39번째 싱글. 요미우리 TV계 애니메이션 《명탐정 코난》 오프닝 테마.
12. Wake me up [4:21]
  - 작사: 쿠라키 마이, 작곡 · 편곡: 토쿠나가 아키히토

2번째 DVD 싱글. 애니메이션 영화 《마녀 배달부 키키》 주제가. 앨범 첫 수록.
13. You can [4:02]
  - 작사: 쿠라키 마이, 작곡: 오노 아이카, 편곡: Cybersound

미발표 신곡. 2014유캔 “아름다운 두사람”편  CM송
 페스타리아 Wish upon a star CM송
14. 무적의 하트(無敵なハート) [3:24]
  - 작사: 쿠라키 마이, 작곡: 히라가 타카히로, 모치즈키 유에, 편곡: 사토 슌, 타지리 히로카즈

40번째 싱글 〈무적의 하트/STAND BY YOU〉의 1번째곡. 요미우리 TV계 애니메이션 《명탐정 코난》 엔딩 테마. 앨범 첫 수록.
15. DYNAMITE [3:21]
  - 작사: 쿠라키 마이, 작곡: 김태성, Coach & Sendo, Katerina Bramley, 편곡: Coach & Sendo

미발표 신곡. 《명탐정 코난: 코난 실종 사건 - 사상 최악의 이틀》 주제가.
요미우리 TV계 애니메이션 《명탐정 코난》 오프닝 테마.

## 발매일
| 국가     | 일정             | 포맷                    | 레이블     |
| -------- | ---------------- | ----------------------- | ---------- |
| 일본     | 2014년 11월 12일 | CD+DVD, 디지털 다운로드 | 노던 뮤직  |
| 대한민국 | 2014년 11월 12일 | CD, 디지털 다운로드     | 씨엔엘뮤직 |

| TV 애니메이션 《명탐정 코난》 여는 곡 2014년 11월 1일 (757화) ~ 2015년 3월 28일 (773화) |                          |                               |
| 이전 곡: KNOCK OUT MONKEY 〈Greed〉                                                     | 쿠라키 마이 〈DYNAMITE〉 | 다음 곡: 브레이커즈 〈WE GO〉 |